# Corey Ashe
Corey Ashe (Virginia Beach, 14 maart 1986) is een Amerikaans profvoetballer. Hij tekende in 2007 een contract bij Houston Dynamo uit de Major League Soccer.

## Clubcarrière
Ashe werd als 26ste door de Houston Dynamo gekozen in de 2007 MLS SuperDraft. Hij maakte zijn MLS debuut in 2007 en werd daarna vaak als wissel op het middenveld neergezet. Hij speelde z'n 100ste MLS wedstrijd voor de Houston Dynamo op 25 maart 2011 tegen Seattle Sounders. Ashe behoorde tot het MLS All-Star team van 2011 waarin zij het opnamen tegen Manchester United. Ashe behoorde in 2013 opnieuw tot de MLS All-Star selectie die het dit keer opnam tegen AS Roma. Ashe begon die wedstrijd in de basis, maar kon het niet voorkomen dat Roma drie keer scoorde.

## Interlandcarrière
Ashe speelde voor de -17 en -23 teams van de Verenigde Staten. In 2013 werd hij opgeroepen door het Amerikaanse nationale team voor vriendschappelijke wedstrijden tegen België en Duitsland. Z'n debuut maakte hij door een blessure niet. Niet veel later werd hij weer opgeroepen, dit keer voor een vriendschappelijke wedstrijd tegen Guatemala en de groepsfase van de Gold Cup.